# Сан-Жоржи (Риу-Гранди-ду-Сул)
Сан-Жоржи (порт. São Jorge)  —  муниципалитет в Бразилии, входит в штат Риу-Гранди-ду-Сул. Составная часть мезорегиона Северо-восток штата Риу-Гранди-ду-Сул. Входит в экономико-статистический  микрорегион Гуапоре. Население составляет 2876 человек на 2006 год. Занимает площадь 118,053 км². Плотность населения — 24,4 чел./км².

## История
Город основан 30 ноября 1987 года. 

## Статистика
- Валовой внутренний продукт на 2003 составляет 39.143.290,00 реалов (данные: Бразильский институт географии и статистики).
- Валовой внутренний продукт на душу населения на 2003 составляет 13.615,06 реалов (данные: Бразильский институт географии и статистики).
- Индекс развития человеческого потенциала на 2000 составляет 0,814 (данные: Программа развития ООН).

## География
Климат местности: умеренный.